# Philip Labonte
Philip „Phil” Labonte (ur. 15 kwietnia 1975 w Chicopee) – amerykański muzyk i wokalista, założyciel i wieloletni członek zespołu All That Remains.

## Życiorys
Philip Labonte urodził się 15 kwietnia 1975 w Chicopee. Od dziecka związany ze stanem Massachusetts. Jego matka wywodzi się z Karoliny Południowej. Jego ojciec Roger Monty zmarł w 2000.
Wychowywał się przy muzyce country słuchanej przez rodziców. Interesując się muzykę w wieku 14 lat zapragnął, aby rodzice zakupili mu perkusję, ale ostatecznie zaczął wtedy grać na gitarze. Uczył się wówczas gry od Chrisa Bartletta. Jego pierwszym zespołem w wieku nastoletnim był Perpetual Doom, w którym grał na gitarze oraz odpowiadał za wsparcie wokalne (lata 1993, 1994-1997). Jako muzyk koncertował w składzie grupy Shadows Fall (1997–1999). Był także gitarzystą w grupie Aftershock (będącej niejako prekursorem dla zespołu Killswitch Engage). W 1998 był jednym z założycieli All That Remains. W zespole został wokalistą, aczkolwiek potrafi grać na gitarze (gitarzystą w składzie był wspomniany Bartlett). Poza tym posługuje się grą na gitarze basowej, pianinie, keyboardzie. Tworzy teksty grupy. Stworzył praktycznie cały materiał na drugi album pt. This Darkened Heart (2004). Pobierał lekcje wokalne od Melissy Cross. W składzie grupy ATR od 2004 został zawodowym muzykiem.
Gościnnie pojawiał się na albumach grup Killswitch Engage i Five Finger Death Punch. W lutym 2010 zastąpił Howarda Jonesa w roli wokalisty w podczas koncertów Killswitch Engage. Analogicznie pod koniec 2016 zastąpił koncertowo wokalistę grupy Five Finger Death Punch, Ivana Moody’ego. W maju 2021 poinformowano, że Labonte tworzy muzykę wraz z YouTuberem Nik’em Nocturnalem.
Jako nastolatek słuchał death metalowych grup: Cannibal Corpse, Exhumed, Goreguts, Carcass, Grave. Z muzyki metalowej ceni pierwsze albumy grupy Metallica, poza tym twórczość Iron Maiden, Judas Priest, Entombed, Carcass. Za jedną ze swoich ulubionych piosenek wskazał „Hook in Mouth” grupy Megadeth z płyty So Far, So Good... So What!. Prywatnie słucha dużo muzyki popowej (Justin Timberlake), elektronicznej, EDM. Jako najlepszą formację koncertową uznał Killswitch Engage. Jest dumny z projektu The Follow Ideas.
W młodości wstąpił do wojska i służył w Korpusie Piechoty Morskiej. Po zwolnieniu z wojska rozwinął pasję do broni palnej, którą kolekcjonuje. Po latach przeprowadził się z Massachusetts do New Hampshire. Uznał, że prawo dotyczące posiadania broni w tym stanie za fenomenalne. Poparł 2. poprawkę do Konstytucji Stanów Zjednoczonych. W 2016 wstąpił do National Rifle Association. Został partnerem sklepu z bronią Highlander Arms w New Hampshire.
W zakresie poglądów politycznych uznał siebie za libertarianina. Za wybitną dla siebie postać wymienił Jamesa Madisona twórcę amerykańskiej konstytucji. Publicznie jest znany jako osoba nie przebierająca w słowach, nie kryjąca się ze swoimi opiniami, daleka od politycznej poprawności. W mediach zwracano uwagę na jego kontrowersyjne komentarze i wypowiedzi, uznawane za obraźliwe pod adresem społeczności LGBT i homofobiczne. W jednym z wywiadów zbagatelizował atak na Kapitol Stanów Zjednoczonych z 2021. W 2022 skrytykował Toma Morello za użycie cytatu autorstwa Włodzimierza Lenina na swoim pedale gitarowym.
Od lat interesuje się kryptowalutami, w tym Bitcoinem. Prywatnie czas poświęca na siłownię. Według stanu z 2015 był żonaty, a w 2019 przyznał, że ma dziewczynę.

## Dyskografia

### Wydawnictwa
Perpetual Doom
- Sorrow's End (1995, demo), gitara i śpiew

Shadows Fall
- To Ashes (1997, EP), śpiew
- Somber Eyes to the Sky (1997), śpiew

All That Remains
- Behind Silence and Solitude (2002)
- This Darkened Heart (2004)
- The Fall of Ideals (2006)
- Overcome  (2008)
- For We Are Many (2010)
- A War You Cannot Win (2012)
- The Order of Things (2015)
- Madness (2017)
- Victim of the New Disease (2018)
- Antifragile (2025)

### Występy gościnne
- Flatlined – Parallel Reflections (2001); gościnnie śpiew w utworze „Parallel Reflections”
- Killswitch Engage – Alive or Just Breathing (2002); gościnnie śpiew w utworach „Self Revolution”, „To the Sons of Man”
- Killswitch Engage – The End of Heartache (pierw. 2004); gościnnie śpiew w tle w ponownym nagraniu utworów „Hope Is...”, „Irreversal”
- Ligeia – Your Ghost Is A Gift (2006); wykonanie utworu „Makin' Love To A Murderer”
- The Autumn Offering – Revelations Of The Unsung (2006); śpiew w utworze „Homecoming”
- The Acacia Strain – The Dead Walk (2006); śpiew w utworze „Predator; Never Prey”
- Tarja – What Lies Beneath (2010); gościnnie śpiew w utworze „Dark Star”
- Jasta – Jasta (2011); gościnnie śpiew w utworze „Something You Should Know”
- Gorilla Voltage – Gods & Claws (2019); gościnnie śpiew w utworze „	Good Die Young”